# Dmitrij Jefimow
Dmitrij Ardalionowicz Jefimow (ros. Дмитрий Ардалионович Ефимов, ur. 1904 w słobodzie Wierchniaja Makiejewka w Donbasie, zm. w lipcu 1987 w Moskwie) – funkcjonariusz radzieckich służb specjalnych, generał major, minister bezpieczeństwa państwowego Litewskiej SRR (1946-1949).

## Życiorys
Z pochodzenia Rosjanin, do 1919 uczył się w szkole prywatnej w Rostowie nad Donem, od stycznia 1925 czerwonoarmista 47 Oddziału Pogranicznego Wojsk OGPU w Turkmeńskiej SRR, od marca 1927 do września 1928 kursant Wyższej Szkoły Pogranicznej OGPU w Moskwie, między 1928-1929 pomocnik pełnomocnika Pełnomocnego Przedstawicielstwa OGPU w Azji Środkowej (Taszkent). Od listopada 1929 do czerwca 1930 pełnomocnik GPU Uzbeckiej SRR w Samarkandzie, w kwietniu 1930 przyjęty do WKP(b), od czerwca 1930 do października 1932 starszy pełnomocnik PP OGPU Azji Środkowej, następnie przeniesiony do centrali NKWD w Moskwie, gdzie pracował w Zarządzie Ekonomicznym OGPU/Wydziale Ekonomicznym Głównego Zarządu Bezpieczeństwa Państwowego, m.in. w latach 1934-1935 pełnomocnik operacyjny Oddziału 5 Wydziału Ekonomicznego Głównego Zarządu Bezpieczeństwa Państwowego, 5 listopada 1937 mianowany kapitanem bezpieczeństwa państwowego. Od czerwca 1938 do 7 kwietnia 1940 zastępca szefa Wydziału 2 Głównego Zarządu Transportowego (GTU) NKWD ZSRR, w lipcu 1940 skierowany do nowo anektowanej przez ZSRR Łotwy, od 11 października 1940 do marca 1941 szef Wydziału NKWD Łotewskiej SRR, od marca do czerwca 1941 szef Wydziału Wywiadowczego NKGB Łotewskiej SRR, w lipcu-sierpniu 1941 zastępca szefa Wydziału Specjalnego NKWD Frontu Północno-Zachodniego, w sierpniu-wrześniu 1941 kierownik sektora Grupy Specjalnej przy Ludowym Komisarzu Spraw Wewnętrznych ZSRR Ławrientiju Berii, od 26 sierpnia 1941 do 17 grudnia 1942 szef Wydziału Transportowego NKWD Kolei Tomskiej, 30 listopada 1942 awansowany na majora bezpieczeństwa państwowego. Od 17 grudnia 1942 do 21 maja 1943 zastępca szefa Wydziału 1 Zarządu Transportowego NKWD ZSRR, 14 lutego 1943 awansowany na pułkownika bezpieczeństwa państwowego, od 27 maja 1943 do 11 lipca 1945 szef Wydziału Transportowego NKGB Kolei im. Kujbyszewa, 9 marca 1945 mianowany komisarzem bezpieczeństwa państwowego, a 9 lipca 1945 generałem majorem. Od 11 lipca do 4 sierpnia 1945 zastępca ludowego komisarza bezpieczeństwa państwowego Litewskiej SRR, od 4 sierpnia 1945 do 3 stycznia 1946 p.o. ludowego komisarza, a od 3 stycznia 1946 do 23 lutego 1949 ludowy komisarz/minister bezpieczeństwa państwowego Litewskiej SRR, następnie w dyspozycji Zarządu Kadr MGB ZSRR, 30 marca 1949 zwolniony ze służby z powodu choroby. Od 24 sierpnia 1945 do lutego 1949 członek Biura KC Komunistycznej Partii (bolszewików) Litwy.

## Odznaczenia
- Order Lenina (29 lipca 1945)
- Order Czerwonego Sztandaru (dwukrotnie)
- Order Wojny Ojczyźnianej I klasy (8 kwietnia 1947)
- Order Czerwonej Gwiazdy (dwukrotnie - 19 grudnia 1937 i 3 listopada 1944)
- Order „Znak Honoru” (2 sierpnia 1942)
- Odznaka "Honorowy Funkcjonariusz Czeki/GPU (XV)" (31 sierpnia 1937)
- Odznaka "50 Lat Członkostwa w KPZR" (2 listopada 1982)

I 4 medale.